# Uppal Kalan
Uppal Kalan é uma cidade e um município no distrito de Rangareddi, no estado indiano de Andhra Pradesh.

## Demografia
Segundo o censo de 2001, Uppal Kalan tinha uma população de 118 259 habitantes. Os indivíduos do sexo masculino constituem 52% da população e os do sexo feminino 48%. Uppal Kalan tem uma taxa de literacia de 73%, superior à média nacional de 59,5%: a literacia no sexo masculino é de 80% e no sexo feminino é de 66%. Em Uppal Kalan, 12% da população está abaixo dos 6 anos de idade.